# Pakt Ribbentrop-Molotov
Pakt Ribbentrop-Molotov (tudi pakt Hitler-Stalin), poimenovan po zunanjih ministrih držav podpisnic, je pakt o nenapadanju med nacistično Nemčijo pod vodstvom Hitlerja in komunistično Sovjetsko zvezo pod vodstvom Stalina, ki so ga podpisali 23. avgusta 1939 v Moskvi. Sporazum o nenapadanju je trajal do Operacije Barbarossa, ki se je pričela 22. junija 1941, ko je Nemčija vdrla na ozemlje Sovjetske zveze.
Poleg obljube nenapadanja je desetletni pakt vseboval tudi gospodarsko pogodbo (sovjetsko pšenico in nafto za industrijo in orožje; dopolnilo predhodnega nemško-sovjetskega gospodarskega sporazuma) ter tajno klavzulo, ki je določalo interesno in vplivno območje obeh držav v Evropi: ta je bila najprej določena po severni meji Litve, rekah Narev, Visla in San, kasneje pa je bila spremenjena, tako da je v sovjetsko cono padla tudi Litva, v zameno pa se je razmejitev na Poljskem pomaknila proti vzhodu v korist nacistične Nemčije. Sporazum je pod krinko vplivnih con predvideval medsebojno podporo obeh držav pri okupaciji ozemelj tujih držav.
Prve znaki propadanja sporazuma so se pokazali aprila 1940, ko je po nemškem napadu na Dansko in Norveško Sovjetska zveza junija istega leta napadla Romunijo in poleg Besarabije, ki je po tajni klavzuli spadala v njeno vplivno cono, anektirala tudi severno Bukovino, do katere po sporazumu z nacisti ni bila upravičena.
Največji znak nemško-sovjetskega sodelovanja pa je bilo sodelovanje pri napadu na Poljsko leta 1939, ko sta obe državi napadli medsebojno sosedo, si jo razdelili in priključili. V okviru tega pakta je Sovjetska zveza zasedla in priključila tudi tri baltske države (Estonijo, Latvijo in Litvo) leta 1940 in istega leta napadla tudi Finsko, ki pa se ji je uspešno zoperstavila. V vseh teh posegih so Sovjeti dobili diplomatsko in logistično podporo s strani nacistične Nemčije.
Obstoj tajne klavzule tega pakta je prišel na dan leta 1945 po kapitulaciji Nemčije, toda Sovjetska zveza je njen obstoj zanikala vse do leta 1988, ko ga je končno priznala. Dokument je postal dostopen šele leta 1992.